# Solana u Stonu
Solana u Stonu, jedna od tri solane u Hrvatskoj, najstarija u Europi i moguće na svijetu. Potječe iz 14. stoljeća i danas je u funkciji. Nastala je nakon što je Dubrovačka Republika 1333. kupila Ston i 1360. opasala ga obrambenim zidom. Ston je postao idealna lokacija za solanu koja je Republici donosila najviše, 15 900 dukata godišnje. Postojalo je mnogo odredaba koje točno reguliraju proizvodnju i trgovinu solju na području Republike. Najveća je zarada postignuta 1611. godine.
Solana je podijeljena na bazene od kojih je svaki osim Munda nazvan po nekom     kršćanskom svecu. Solana izgled i način proizvodnje dosad nije mijenjala. 2007. se u Stonu u 9 kristalizacijskih bazena obere 530 tona soli, oko 59 tona po bazenu.
42°49′57″N 17°41′41″E / 42.83250°N 17.69472°E

## Vanjske poveznice
- Službena stranica

|  | Zajednički poslužitelj ima još gradiva o temi Solana u Stonu |